# Cardina
Cardina is een plaats (frazione) in de Italiaanse gemeente Como.